# Площа Каррузель

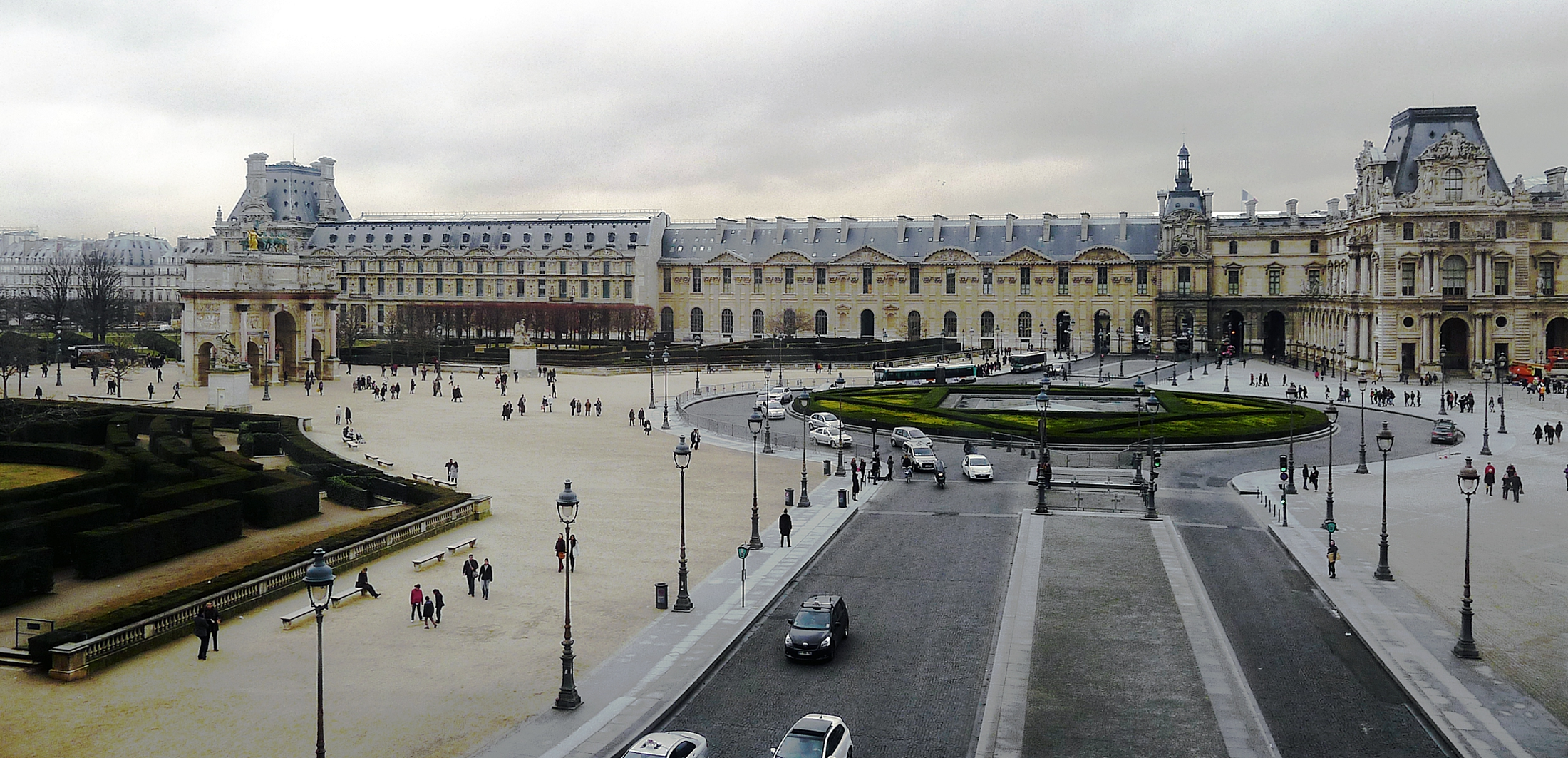
Вид на площу Каррузель c південного крила Лувра. Ліворуч знаменита арка Каррузель

48°51′41″ пн. ш. 2°20′03″ сх. д. / 48.861443° пн. ш. 2.334117° сх. д.
Площа Каррузе́ль (фр. Place du Carrousel) — міська площа в Першому окрузі Парижа, розташована між Лувром і садом Тюїльрі.

## Історія
Площа Каррузель одержала свою назву 1662 року, коли Людовик XIV влаштував на цьому місці великий військовий кінний парад з нагоди народження свого сина. Цей парад називався Великим карузелем (фр. Le Grand carrousel). Під час Французької революції ця площа називалася площею Братерства. Пізніше, за часів правління Наполеона I і Наполеона III, старі будівлі знесли, і площу було розширено.
До 1871 року частину сучасної площі займав палац Тюїльрі, будівництво якого було розпочато 1564 року за ініціативою Катерини Медичі. На час будівництва заміського Версаля Людовик XIV обрав Тюїльрі місцем перебування свого двору. З 1716 року до 1722 року в палаці мешкав малолітній Людовик XV. У 1806—1808 роках перед палацом Тюїльрі за наказом Наполеона для увічнення його перемог була споруджена тріумфальна арка. 23 травня 1871 року палац був спалений паризькими комунарами. Відновлювати його не стали, і це місце стало частиною громадського простору, розширивши площу Каррузель.